# ハンス＝ペーター・フォン・キルヒバッハ
ハンス＝ペーター・フォン・キルヒバッハ（独: Hans-Peter von Kirchbach、1941年8月3日 – ）は、ドイツの軍人。1999年から2000年まで、連邦軍総監を務めた。

## 経歴
ヴァイマルに軍人の子として生まれる。フォン・キルヒバッハ家は17世紀から将校、官僚、牧師などを輩出している家系である。1960年にドイツ連邦軍に入営し、士官養成教育を受ける。二度の国防省勤務の時期（1983–1985年、1992–1994年）を除けば、そのキャリアのほとんどを部隊勤務で過ごし、1991年1月から1992年3月まで第41装甲擲弾兵旅団長、1994年10月から1998年まで第14装甲擲弾兵師団長、1998年4月から1999年3月まで第IV軍団長などを歴任した。1997年、オーデル川洪水の際に災害救助のため出動した3万人規模のドイツ連邦軍を指揮し、「オーデル川の英雄」として広く名を知られるようになった。
1998年、当時の首相ヘルムート・コールの推薦により次期連邦軍総監となることが決まったが、1999年4月に実際に着任した時には政権交替が起きてコールは既に退陣していた。在任わずか一年で2000年6月にルドルフ・シャーピング国防相に総監辞任と退役を申し出て了承された。この異様な事態に、メディアはキルヒバッハとシャーピングの間で対立があったものと疑った。
1988年から1991年まで、キルヒバッハはキリスト教ボーイスカウト団総裁を務めた。退役後の2002年からはヨハネ騎士団事故救助協会総裁を務めている。またドイツ連邦軍軍事史博物館後援会総裁も務める。従姉妹のフリーデリケ・フォン・キルヒバッハは2000年から2005年までドイツ・プロテスタント教会会議事務局長を務めていた。